# إيلين والش
ايلين والش (بالإنجليزية: Eileen Walsh) (و. 1977 – م) هي ممثلة من جمهورية أيرلندا. ولدت في كورك.

## وصلات خارجية
- إيلين والش على موقع IMDb (الإنجليزية)
- إيلين والش على موقع ألو سيني (الفرنسية)
- إيلين والش على موقع أول موفي (الإنجليزية)
- إيلين والش على موقع قاعدة بيانات الأفلام السويدية (السويدية)
- إيلين والش على موقع قاعدة بيانات الفيلم (الإنجليزية)
- إيلين والش على موقع كينوبويسك (الروسية)